# Химакоро
Химакоро — село в Хунзахском районе Дагестана. Входит в состав сельского поселения Ахалчинский сельсовет.

## Географическое положение
Расположено на реке Тироктляр, в 9 км к северо-западу от районного центра села — Хунзах и в 1 км к юго-западу от центра сельского поселения села Ахалчи.

## Население
| 1888 | 1895 | 1926 | 1939 | 1970 | 1989 | 2002 |
| ---- | ---- | ---- | ---- | ---- | ---- | ---- |
| 183  | ↗196 | ↘45  | ↗46  | ↗54  | ↗55  | ↗111 |
| 2010 | 2021 |      |      |      |      |      |
| ↘67  | ↗69  |      |      |      |      |      |

По данным Всероссийской переписи населения 2010 года — моноэтничное аварское село.